# 発達性協調運動障害
発達性協調運動障害（はったつせいきょうちょううんどうしょうがい、英: developmental coordination disorder）とは、協調的運動がぎこちない、あるいは全身運動（粗大運動）や微細運動（手先の操作）がとても不器用な障害を言う。そのために、学習や日常生活に大きな影響を及ぼしている場合である。また、怪我や身体障害のリハビリに支障を来すため、治療期間が長引く場合がある。支援方法については、「発達性協調運動障害#支援」を参照。

## 概要
協調運動とは、諸種の別々の動作を1つにまとめる運動を言う。たとえば、縄跳びは手で縄を回しながら、タイミング良く飛ぶという協調運動であり、かなり高度な協調運動である。ラジオ体操も、手と足、右手と左手等の動きが別々のものを統一して行うので協調運動の一種と言える。他にも、ボールが片手で投げられないとか、ドリブル（まりつき）ができない、自転車に乗れない等の困難を示すことがある。また、楽器の演奏や図工での道具を使うこともこの範疇である。
上記のような全身運動（粗大運動）ばかりではなく、ボタンをかけることができない、靴の左右を度々まちがえる、箸を使えない等の微細運動（手先の操作）にも困難を示す場合がある。全身運動とともに微細運動の両方に困難を示す場合は、軽度とは言えない運動障害を持っている。
学校の教科で考えると、体育や音楽、図工が極端に苦手な子は、この障害の可能性がある。ただ、LDやADHDとの合併が三割から五割あると言われている上に精神遅滞との合併も一部認められているので、その場合は広い範囲での学習困難をきたすことになる。
このような運動障害は、身体疾患や神経疾患（脳性麻痺や筋ジストロフィーなど）、広汎性発達障害にも見られるが、その場合は発達性協調運動障害と同時には診断されない。国際的診断基準が規定する順位では、より重度を優先順位とするからである。
俳優のダニエル・ラドクリフは、この障害があることを明らかにしている。

## 支援
多面的な観点から適切なアセスメントを行い、早期支援および合理的配慮をすることが重要である。また、しばしば不安やうつの症状、自尊心の低さ等もみられることから、心理面についても把握し精神的健康と生活の質を改善するための支援を行うことも大切である。
新しいテクノロジーをどのように活用すれば運動面や心理面の支援に効果的なのか、実証研究を進めることも必要である。

### 薬物療法
メチルフェニデートの有効性が報告されている。また、アトモキセチンについても、症状の著明な改善がみられたとする報告がある。

### 非薬物療法
ライフステージにおける困り感に合わせて、理学療法・作業療法・感覚統合療法などの療育プログラムを組み合わせる。自尊感情の低下などの二次症状に対する、カウンセリングを含めた心理社会的アプローチも重要である。
また、感覚統合療法やムーブメント教育によって協調運動の発達を図る中で、興味・関心・得意なこと等のストレングスに視点をあてながら好きな遊びを展開できるよう支援することも大切である。
仮想現実技術を用いた体性認知協調療法により、運動協調性の改善と生活の変化がもたらされることを示した研究もある。

#### 環境調整
個人へのアプローチに加えて環境調整の視点も重要であり、合理的配慮に基づく環境調整を通して本人をサポートする。一人一人の実態やニーズに応じた合理的配慮を柔軟に提供することが大切であり、その一例としては、代替手段（例：書字→音声入力）の積極的活用とその支援などが考えられる。
失敗体験の蓄積や対人関係の不和などによって引き起こされうる、二次的な問題（自尊感情の低下など）も大きく予後に影響するため、こうしたリスクの軽減に向けた適切な課題設定や合理的配慮、環境調整も必要である。そのため、医師・保護者・教師などの本人に関わる人々が協働して、環境調整を含めた支援を行うことが重要である。
また、保護者や教師など支援に携わる人は、周りと比較するのではなく、ある運動が苦手な中でもこれまで頑張ってきたことを認めた上で、本人の良いところを積極的に見いだし認める関わりをしていくことが大切である。自己肯定感の低下を招かないような配慮をすることが不可欠である。